# Manihot tristis
Manihot tristis är en törelväxtart som beskrevs av Johannes Müller Argoviensis. Manihot tristis ingår i släktet Manihot och familjen törelväxter.

## Underarter
Arten delas in i följande underarter:
- M. t. saxicola
- M. t. surumuensis
- M. t. tristis